# Gabin Michet
Pour les articles homonymes, voir Michet.
Pas d'image ? Cliquez ici

a Compétitions nationales et continentales officielles uniquement.

b Matchs officiels uniquement.
Dernière mise à jour le 10 juillet 2024.
Gabin Michet, né le 21 juin 2001 à Clermont-Ferrand, est un joueur français de rugby à XV. Il évolue au poste de demi d'ouverture à l'US Carcassonne en Nationale.

## Biographie

### Jeunesse et formation
Gabin Michet naît à Clermont-Ferrand. Son père a pratiqué le rugby et transmet cette passion à Gabin qui devient supporter de l'ASM Clermont Auvergne. Dès ses six ans, il commence donc ce sport à l'école de rugby de l'Artière, une entente entre le Rugby Club Beaumontois situé à Beaumont, l'Association Sportive Romagnatoise basée à Romagnat et le Rugby Club Saint Genès Champanelle, de 2007 à 2011. Par la suite, il rejoint l'ASM Clermont Auvergne à partir de 2011 et donc le centre de formation. Lors de ses deux premières années de lycée, il fait notamment partie du Pôle espoir d'Ussel. En septembre 2019, la FFR annonce qu'il fait partie du groupe Pôle France pour la saison 2019-2020.
À la suite de bonnes performances pendant sa première année espoir, il est intégré à la présaison 2020-2021 du groupe professionnel de l'ASM Clermont. Malheureusement, lors d'un entraînement dirigé face au Stade aurillacois, il subit une rupture du ligament croisé antérieur. Peu de temps après sa guérison, il connaît une opération du coccyx qui retarde son retour et il réalise donc une année blanche.
Il a également évolué avec les équipes de France des moins de 16 ans jusqu'aux moins de 19 ans. Il joue avec l'équipe de France des moins de 20 ans développement en 2020.
Après avoir obtenu son bac, il réalise des études de commerce à l'ESC Clermont.

### Début de carrière à l'ASM Clermont Auvergne (2021-2023)
Gabin Michet connaît sa première feuille de match en Top 14 lors de la saison 2021-2022 de l'ASM Clermont, pour un match comptant pour la septième journée contre le Montpellier HR où il rentre en fin de match et envoie le dernier ballon du match en tribune pour sceller la première victoire auvergnate de la saison à l'extérieur,. La semaine suivante, il est de nouveau sur la feuille de match en tant que remplaçant contre la Section paloise, néanmoins après la blessure précoce de Camille Lopez dès la troisième minute il fait son entrée et joue tout le reste du match où il est l'auteur d'une bonne performance,,. En décembre, il dispute ses premières minutes en Coupe d'Europe contre l'Ulster mais l'ASM Clermont s'incline à domicile. Au mois de janvier, il connaît sa première titularisation lors du match retour contre Pau, il inscrit ses premiers points avec son club grâce à un drop permettant à son équipe de prendre une avance de quatre points à la 57e minute mais finalement ils s'inclinent 28-20. Deux semaines plus tard, il est de nouveau titularisé lors du derby du Massif central perdu contre le CA Brive. La semaine suivante, il rentre en jeu à la 46e minute contre le Stade rochelais mais ressort six minutes plus tard à cause d'une nouvelle rupture du ligament croisé antérieur du genou gauche, la deuxième de sa jeune carrière, qui met donc fin à sa saison.
Le jeune demi d'ouverture ne fait son retour qu'en octobre 2022 où il ne rentre qu'en fin de match lors d'une victoire à Aimé-Giral contre l'USA Perpignan. Ce n'est qu'en janvier qu'il rejoue lors d'un déplacement de Champions Cup chez les Stormers, en Afrique du Sud, où il inscrit une transformation mais ne peut empêcher la défaite de son équipe. Son faible temps de jeu pendant cette première partie de saison s'explique par le recrutement d'Anthony Belleau et de Jules Plisson à son poste qui sont régulièrement alignés,. Début avril 2023, alors en manque de temps de jeu à l'ASM, il est envoyé en prêt à l'USON Nevers Rugby pour la fin de saison afin de pallier la blessure de l'ouvreur Shaun Reynolds (en). Cependant, il ne dispute aucune rencontre.

### Prêt puis transfert à l'US Carcassonne (depuis 2023)
Durant l'été 2023, il est envoyé en prêt à l'US Carcassonne, évoluant alors en Nationale, pour l'intégralité de la saison 2023-2024 dans le but d'obtenir du temps de jeu, mais également car le club audois est à la recherche d'un ouvreur après le départ de Christopher Hilsenbeck. Il dispute sa première rencontre avec Carcassonne à l'occasion de la première journée de Nationale face à l'US Bressanne où il est titularisé et se montre décisif en inscrivant un drop lors de la victoire 12 à 10 de son équipe à l'extérieur. Il s'impose comme le demi d'ouverture titulaire de son équipe, lors de la septième journée, face au CS Bourgoin-Jallieu à l'extérieur, il se montre décisif en inscrivant l'intégralité des points de son équipe, six pénalités, lors de la victoire 18-12 des siens. Cependant, sa saison s'arrête en demi-finale avec son équipe lorsqu'ils sont battus par les rivaux du RC Narbonne après prolongations. Pendant la saison, il dispute vingt-trois des vingt-huit rencontres de son équipe en étant titularisé à vingt-et-une reprises et inscrivant cent-vingt-trois points.
À l'issue de la saison, il ne fait pas son retour à l'ASM Clermont et signe une prolongation le liant désormais jusqu'en 2026 avec l'US Carcassonne.

## Style de jeu
Gabin Michet indique s'inspirer du demi d'ouverture anglais Jonny Wilkinson qui est son modèle. Son entraîneur chez les espoirs, Adel Fellah, dit de lui qu'« il possède une grande vitesse de main » lui permettant d'assurer des passes rapides et précises, ainsi qu'« une bonne précision au pied ».

## Statistiques en club
| Saison               | Club                 | Championnat | Championnat | Championnat | Championnat | Championnat | Championnat | Championnat | Compétitions de l'EPCR | Compétitions de l'EPCR | Compétitions de l'EPCR | Compétitions de l'EPCR | Compétitions de l'EPCR | Compétitions de l'EPCR | Compétitions de l'EPCR |
| Saison               | Club                 | Compétition | M           | Pts         | Ess.        | Tr.         | Pén.        | Dp.         | Compétition            | M                      | Pts                    | Ess.                   | Tr.                    | Pén.                   | Dp.                    |
| -------------------- | -------------------- | ----------- | ----------- | ----------- | ----------- | ----------- | ----------- | ----------- | ---------------------- | ---------------------- | ---------------------- | ---------------------- | ---------------------- | ---------------------- | ---------------------- |
| 2021-2022            | ASM Clermont         | Top 14      | 6           | 3           | -           | -           | -           | 1           | Coupe d'Europe         | 1                      | -                      | -                      | -                      | -                      | -                      |
| 2022-2023            | ASM Clermont         | Top 14      | 1           | -           | -           | -           | -           | -           | Champions Cup          | 1                      | 2                      | -                      | 1                      | -                      | -                      |
| Total ASM Clermont   | Total ASM Clermont   | Top 14      | 7           | 3           | 0           | 0           | 0           | 1           | Compétitions EPCR      | 2                      | 2                      | 0                      | 1                      | 0                      | 0                      |
| 2023-2024            | US Carcassonne       | Nationale   | 23          | 123         | 2           | 22          | 22          | 1           | -                      | -                      | -                      | -                      | -                      | -                      | -                      |
| Total US Carcassonne | Total US Carcassonne | Nationale   | 23          | 123         | 2           | 22          | 22          | 1           | -                      | -                      | -                      | -                      | -                      | -                      | -                      |

## Palmarès
Néant